# Bahnhof Glasgow Central

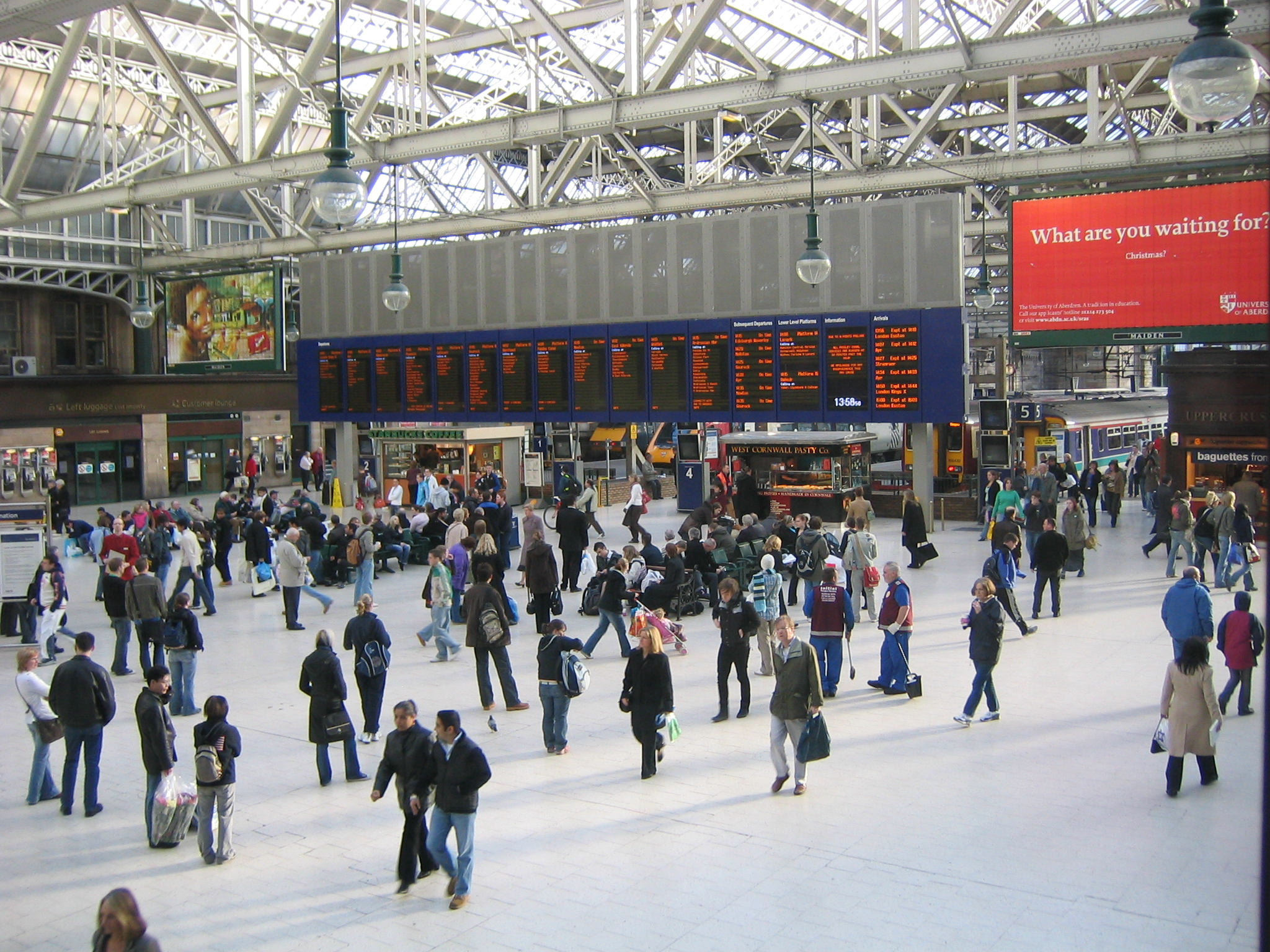
Haupthalle von Glasgow Central

Glasgow Central ist der größere der beiden Hauptbahnhöfe der britischen Stadt Glasgow. Er ist der größte Bahnhof in Schottland und Endstation der Hauptstrecke West Coast Main Line. Von hier aus verkehren Fernzüge der Gesellschaften Avanti West Coast und der Caledonian Sleeper nach England. Darüber hinaus bietet ScotRail einen ausgedehnten Vorortsverkehr zu den südlichen Vororten, nach Ayrshire und in Richtung Edinburgh an.
Im Betriebsjahr 2004/05 nutzten 29,380 Millionen Fahrgäste den Bahnhof, er ist somit der meistfrequentierte außerhalb Londons. Glasgow Central ist einer von 17 britischen Bahnhöfen, die nicht von einer Bahngesellschaft verwaltet werden, sondern von der Infrastrukturgesellschaft Network Rail. Der Bahnhof besteht aus zwei Teilen, einem Kopfbahnhof und einem unterirdischen Durchgangsbahnhof.

## Geschichte

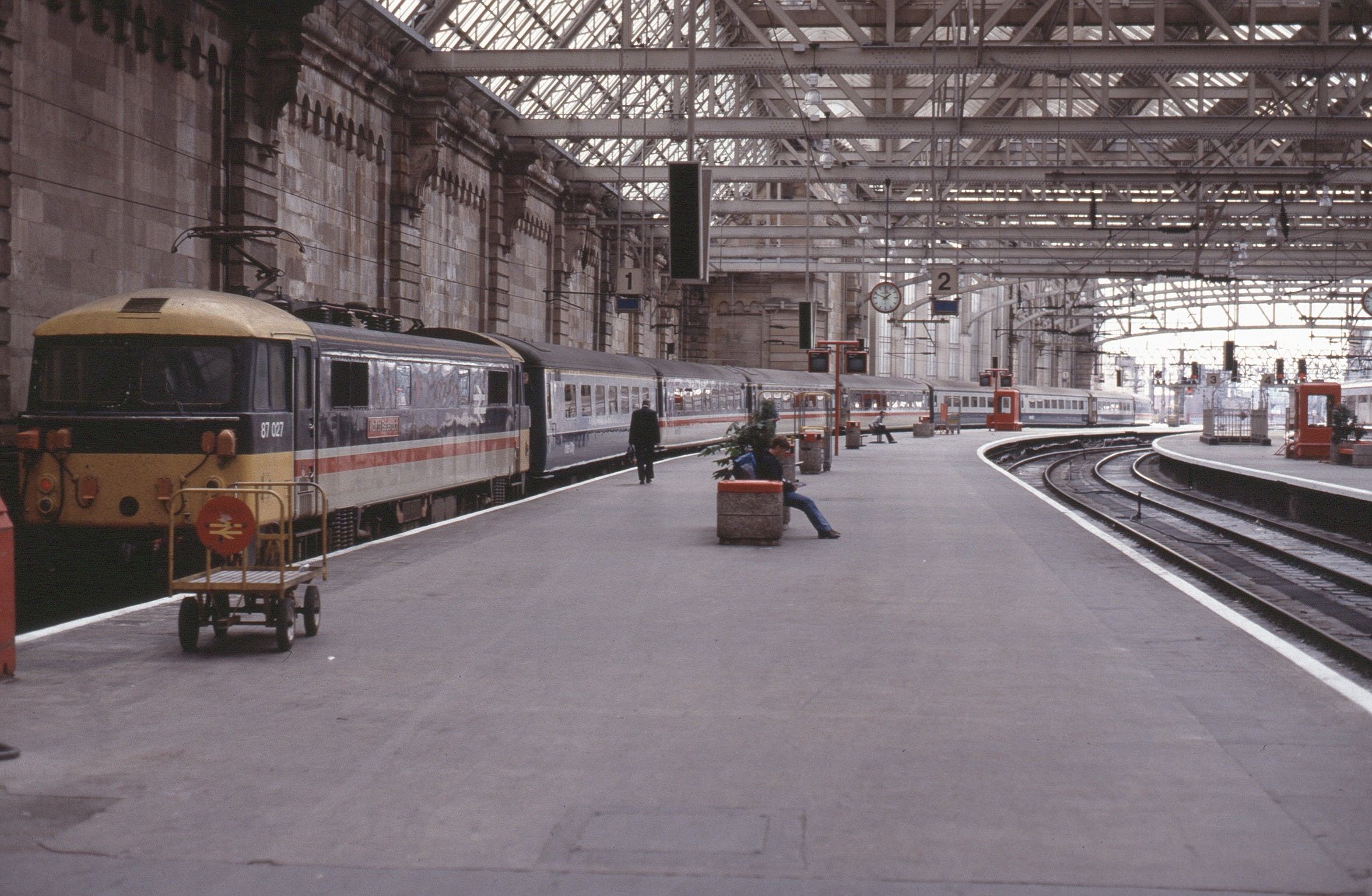
Halle mit Fernzug von British Rail, 1989

Der Bahnhof wurde von der Caledonian Railway 1879 am Nordufer des Flusses Clyde zusammen mit der Caledonian Railway Bridge eröffnet. Er verfügte über acht Bahnsteige, die viergleisige Brücke über den Clyde stellte die Verbindung zur früheren Endstation Bridge Street am Südufer her. Bald erwies sich der Bahnhof als zu klein, man verbreiterte die Brücke und errichtete darauf einen temporären Bahnsteig.
Am 10. August 1896 wurde die unterirdisch verlaufende Glasgow Central Railway eröffnet, deren Bahnhof rechtwinklig zum Hauptbahnhof liegt und Verbindungen in Ost-West-Richtung durch die südliche Innenstadt ermöglichte. Von 1901 bis 1905 erfolgte der Neubau des Kopfbahnhofs. Die acht bestehenden Bahnsteige wurden bis zur Argyle Street verlängert, außerdem entstanden sechs neue. Über den Clyde baute man eine neue achtgleisige Brücke, während der Bahnhof Bridge Street geschlossen wurde. Robert Rowand Anderson entwarf das Central Hotel, das die nördliche Fassade des Bahnhofs bildet.
Die Tunnelstrecke der Glasgow Central Railway wurde aufgrund nachlassender Nachfrage 1959 von British Railways für den Personenverkehr geschlossen und 1964 für den Gesamtverkehr stillgelegt. 1979 erfolgte die Wiedereröffnung als Argyle Line (nach der über der Strecke liegenden Argyle Street), für die die bis zu ihrer Stilllegung dampfbetriebene Tunnelstrecke elektrifiziert und umfassend saniert wurde. Elektrische Triebwagen von Scotrail bedienen auf der Argyle Line in dichtem Takt den als Glasgow Central Low Level bezeichneten Tunnelbahnhof und verbinden ihn mit den Vororten in Lanarkshire und Dunbartonshire.